# Plasticité phénotypique
 (novembre 2016).
Si vous disposez d'ouvrages ou d'articles de référence ou si vous connaissez des sites web de qualité traitant du thème abordé ici, merci de compléter l'article en donnant les références utiles à sa vérifiabilité et en les liant à la section « Notes et références ».
La plasticité phénotypique « est la capacité d'un organisme à exprimer différents phénotypes » en fonction de son environnement,.
Chez les plantes comme chez les animaux, les gènes reflètent qui nous sommes. Ils définissent à quelle espèce nous appartenons ainsi que nos caractères qui feront de nous un individu unique. Par contre, les recherches démontrent qu’une seule séquence d’ADN pourrait produire plusieurs combinaisons de caractéristiques différentes chez un individu. C’est ce que nous appelons la plasticité. Particulièrement présente et étudiée chez les plantes, la plasticité est un concept passablement récent et beaucoup de mystère règne encore sur les mécanismes sous-jacents de ce phénomène.

## Définition
La plasticité phénotypique se définit comme la capacité pour une cellule ou un individu, à partir d’une séquence génétique unique (appelé un génotype) présente dans son génome, d'exprimer une à plusieurs caractéristiques (appelées des phénotypes) selon différents contextes. Ces variations phénotypiques peuvent toucher aussi bien la morphologie (ex : maturation de la reine chez le rat-taupe nu, pousse de la barbe et du clitoris chez les sportives sous testostérones, etc) que le métabolisme (ex : malgré la différenciation cellulaire, toutes les cellules d'un même individu partagent en principe le même génome—à l'exception des chimères). En dehors du génotype, les facteurs influant sur le phénotype peuvent être de toute nature (marquage épigénétique, substance chimique, déclencheur physique, etc) et intervenir à différentes étapes voire tout au long de la vie de l'individu (de sa création/fécondation à sa mort).
Par exemple et sans modifier le génome, il est possible d'altérer le système reproducteur ou encore les patrons de développement chez des individus immatures (ex : néoténie occasionnelle ou habituelle selon les espèces d'urodèles). Plusieurs études se basant sur les techniques de génétique comparative et quantitative ainsi qu’une approche moléculaire permettent de découvrir une quantité impressionnante de mécanismes rendant possible la plasticité[réf. souhaitée].
Cette aptitude est particulièrement développée chez les plantes, chez qui des changements s’effectuent à différents niveaux (ex : développement, résistance aux pathogènes, etc). Ces modifications sont extrêmement importantes en ce qui concerne la compréhension de la diversification, l’évolution et la distribution écologique des plantes dans la variété d’écosystème se trouvant sur Terre. Les capacités de modification varient selon les génotypes, les espèces et même les différentes populations d’une même espèce. Ainsi, un seul génotype permettrait à une certaine population de maintenir ses fonctions reproductives et vitales même si certains facteurs abiotiques (partie de l’environnement qui ne fait pas partie du vivant comme le pH, le degré d’humidité ou le facteur vent) varient au fil du temps. L’espèce se retrouve alors munie d’un génotype unique lui permettant un fitness (capacité de survie et de reproduction dans son milieu) élevé dans plusieurs environnements différents . C’est pourquoi l’étude de la plasticité végétale est un sujet en plein essor depuis les quinze dernières années.

## Histoire

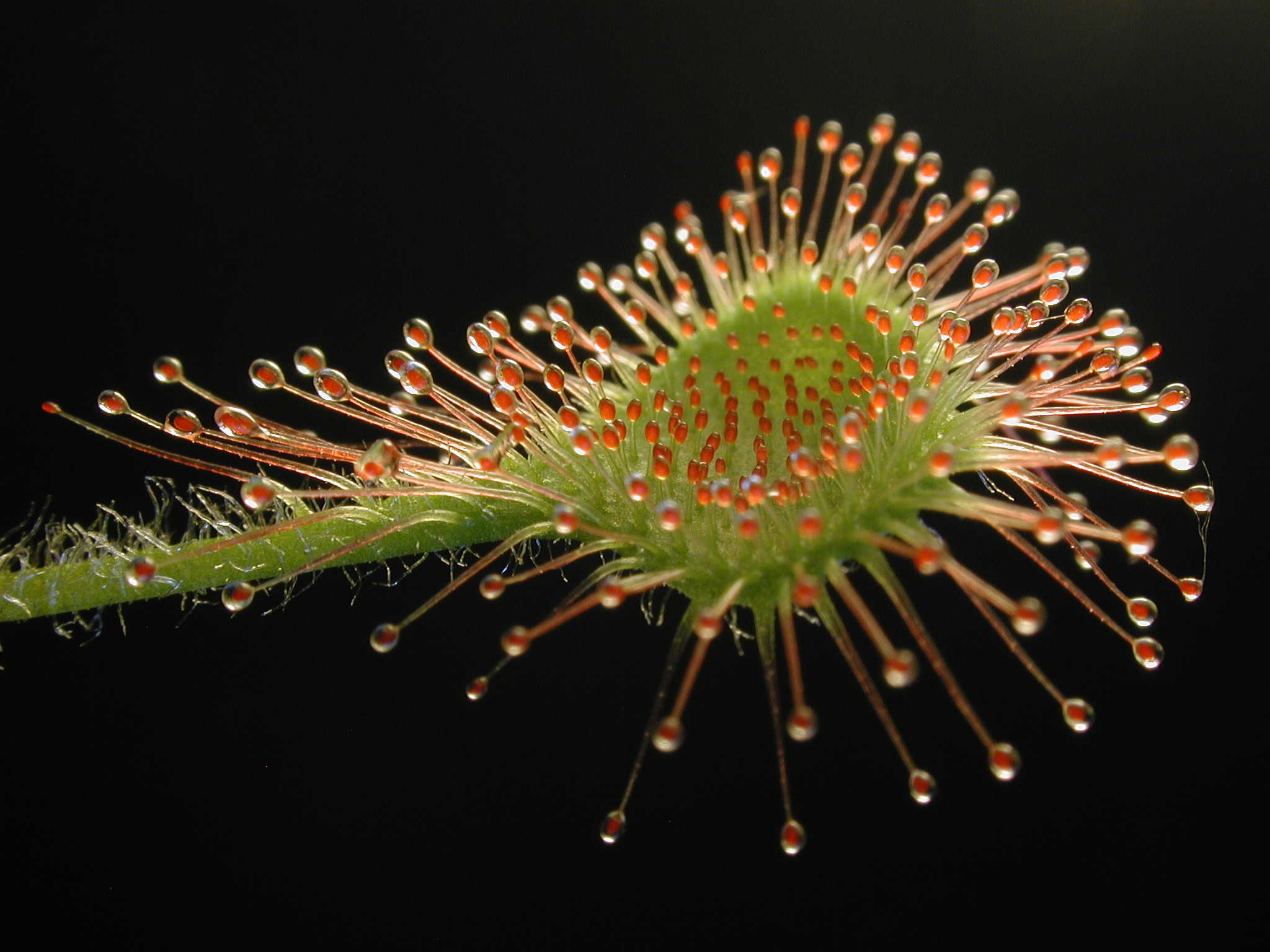
feuille particulière de Drosera rotundifolia : Plante carnivore poussant sur des sols pauvres,

La plasticité phénotypique a toujours été un savoir omniprésent chez les biologistes. En effet, les protocoles d’expériences ayant des conditions strictement contrôlées sont des conséquences directes de la prise en compte de ce phénomène naturel dans les laboratoires. Par contre, les scientifiques du siècle dernier référaient ce phénomène comme étant du bruit environnemental (ou environmental noise). Ces manifestations étaient plutôt vues comme un élément négatif qui empêchait d’apercevoir les "vraies" caractéristiques génétiques d’une espèce venant ainsi se mettre dans le chemin de l’avancement de l’étude du génome.[réf. nécessaire] Ce n’est que très récemment que la plasticité est devenue un terme et un concept universellement accepté embrassant la diversité impressionnante des phénotypes. Ainsi, ce mécanisme important a prouvé son importance dans la compréhension de comment les organismes se développent, évoluent et survivent dans un vaste intervalle de conditions environnementales. La définition du génotype est donc passée d’un patron menant à un seul résultat à une définition plus flexible énonçant plutôt un répertoire phénotypique régi par les conditions environnementales. À la suite de cette définition, les biologistes s’entendent alors pour dire que les phénotypes sont des résultats de systèmes de développements complexes influencés par les gènes ainsi que les facteurs environnementaux.
La découvert de la plasticité phénotypique chez une grande variété d’organisme macroscopique et microscopique survient dans les années 1990. Malgré le fait que la plasticité est reconnue chez les petits mammifères, les poissons, les insectes, les amphibiens, les invertébrés marins, les algues et même les lichens, les plantes restent l’organisme le plus étudié. La raison est bien simple, les résultats sont souvent spectaculaires face aux changements environnementaux dans leur développement. De plus, les plantes peuvent être facilement clonées ou autofécondées et elles sont capables de pousser dans des environnements très variables. C’est pourquoi les connaissances en plasticité sont particulièrement étendues sur les espèces végétales.
Initialement, la recherche se concentrait surtout sur les descripteurs simples de la croissance et de la morphologie de la plante comme le nombre de branches, la quantité de feuilles, la taille du plant ou encore la quantité d’énergie allouée aux différentes structures de la plante. Avec le temps, les scientifiques se sont plutôt penchés sur des aspects de la plasticité plus directement liés avec la capacité de reproduction et de survie de la plante dans son environnement. Les expériences se sont raffinées et les caractères limitant se rapprochent plus de la réalité écologique des plantes, laissant de côté l’expérimentation à l’aide de conditions déterminées arbitrairement pour faire place à une expérimentation plus appliquée. En mettant l’emphase sur l’écologie et l’aspect évolutif de la plasticité, les recherches plus récentes ont démontré plusieurs mécanismes diversifiés et parfois subtils de réponse plastiques chez les plantes remettant en question les origines évolutives de ces outils. Cela permet aussi de questionner au niveau écosystémique l’implication de la plasticité phénotypique chez les plantes.
Au début du XXIe siècle, l’importance de comprendre les mécanismes de la plasticité est une priorité. La réalisation que les plantes sont une source de nourriture et de matériaux renouvelables est devenue un critère urgent dans l’objectif d’accomplir un développement durable. Une des problématiques les plus importantes de notre siècle est l’exploitation responsable des ressources, liées étroitement avec l’agriculture. La compréhension de comment les plantes peuvent survivre à des stress abiotiques et biotiques est impériale surtout dans une période où les changements climatiques sont préoccupants. Encore plus particulièrement chez les plantes, puisque celles-ci n’ayant pas la capacité de se mouvoir dans leur environnement, elles sont à la merci de leur environnement.

## Manifestation de la plasticité chez les plantes

### Traits fonctionnels
Les traits fonctionnels sont les caractéristiques d’une plante lui permettant d’acquérir des ressources comme l’eau, des nutriments du sol ou la lumière du soleil. Le fait d’avoir une certaine flexibilité dans ces traits est un avantage indiscutable. En effet, cela lui permet de se protéger d’une carence en nutriments qui pourrait grandement nuire à son fitness. Par exemple, plus de biomasse pourrait être détournée vers les racines si le sol est pauvre ou vers les feuilles si la luminosité est faible. Ces modifications sont plutôt sur le long terme, mais une certaine plasticité à court terme des traits fonctionnels est aussi possible. Par exemple, l’individu peut modifier l’angle de ses feuilles et l’intensité de sa réponse photosynthétique selon l’intensité lumineuse au fil de la journée ou encore changer l’ouverture de ses stomates afin de limiter les pertes d’eau lors d’une journée chaude et sèche. Que la plasticité soit à long ou à court terme, cette capacité influence grandement l’habileté de l’individu à s’étendre sur un territoire varié ainsi qu'à résister aux stress abiotiques qu’il pourrait subir .

### Développement
Les plantes peuvent aussi répondre à l’environnement en modifiant leur patron de développement. Les traits touchant l’anatomie des structures de la plante, comme la vascularisation des feuilles, peuvent être altérés lors du développement afin de s’ajuster aux changements. Par exemple, les plantes de type légumes (famille des fabacées) varient la quantité de nodosités de symbiose selon que les bactéries symbiotiques sont présentes ou non dans leur environnement. Les changements effectués sont répartis dans quatre sous-catégories :
- hétérométrie : changement de taille ou de quantité ;
- hétérochronie : changement de timing du développement ;
- hétérotopie : changement de disposition d’une structure ;
- hétérotypie : changement de type de structure.

Même le timing de la plasticité du développement est plastique. En effet, certains changements peuvent être seulement possibles dans les étapes hâtives du développement ou beaucoup plus tard. Les variations seront différentes selon le génotype d’un individu, l’espèce et la population,.

### Cycle de vie

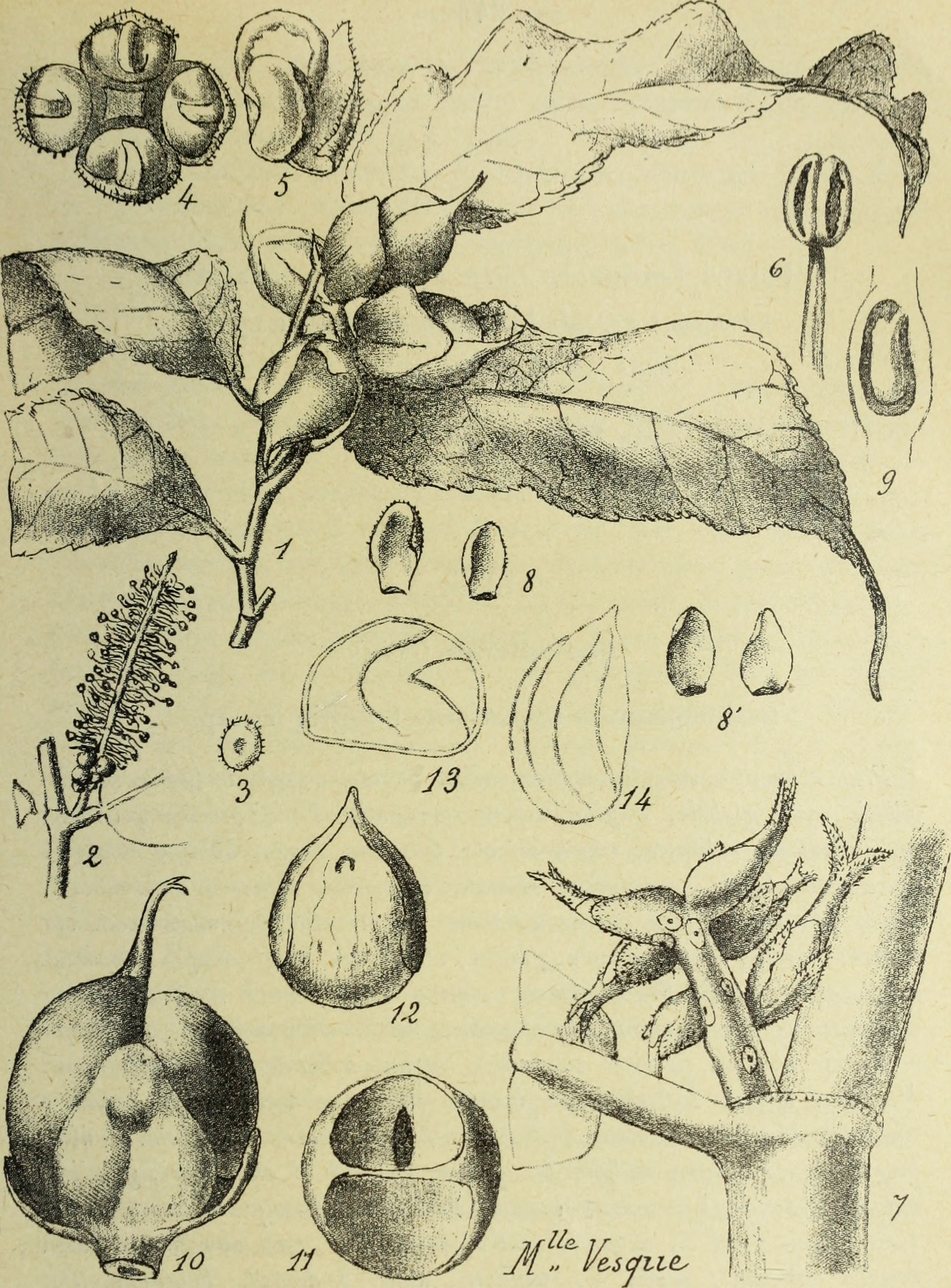
Différents stades de développement d'une plante, passant par pollen, graine, fleur, bourgeonnement etc.

Des recherches approfondies ont permis de découvrir que les cycles reproducteurs pouvaient aussi être influencés par la plasticité. Par exemple, le ratio de fleurs unisexuées (staminées) et de fleurs hermaphrodites est influencé par le statut de nutrition de la plante. Aussi, une plante qui est normalement auto-incompatible (qui a normalement besoin d’un autre individu afin de se reproduire) peut subitement devenir autoféconde dans une situation où les fleurs les plus âgées n’ont pas produit de fruit. Cette modification permet de produire des fruits et ce même si le croisement avec un autre individu n’a pas pu s’effectuer. Les changements peuvent donc s’effectuer par rapport aux variations externes, mais aussi par rapport à la disposition des ressources ainsi que ses variations internes. Chez certaines herbacées, comme la salicaire commune, des facteurs abiotiques défavorables vont engendrer un retard dans le développement des structures reproductrice, comme les fleurs) afin de concentrer la biomasse dans les structures végétatives, comme les racines, les feuilles ou les tiges. De cette façon, l’individu peut avoir une chance d’attendre que des conditions favorables reviennent.  Dans les sites systématiquement pauvres en nutriments, les individus auront tendance à avoir une durée de vie plus courte et auront une floraison plus hâtive, tandis que dans un milieu plus riche les plantes alloueront plus de biomasse aux structures végétatives, vivant ainsi plus longtemps et retardant leur floraison. Ces deux modification permettent de maximiser le fitness de chaque individu selon leur milieu respectif,.

### Descendance
En plus de modifier leur propre phénotype, les plantes peuvent aussi modifier le phénotype de leur descendance. Les modifications peuvent toucher plusieurs aspects de la graine. Par exemple, la plante génératrice peut modifier la quantité et la qualité des réserves de nutriments de la graine ou encore changer la composition chimique ou morphologique des fruits où des enveloppes protectrices portant des graines. Les mécanismes restent, à ce jour, un mystère, mais il est indiscutable que l’environnement dans lequel le plant parental se développe a une influence sur la structure, le développement et la morphologie de ses descendants. Par exemple, les plantules d’un plant de Polygonatum ayant poussé dans un sol pauvre auront des racines plus fines mais qui pousseront plus loin dans le sol. De la même façon, des graines provenant d’un parent ayant eu une carence en lumière produiront des plants qui détourneront une certaine quantité de biomasse supposée aller aux racines pour la rediriger vers la production de feuilles. Ainsi, les descendants sont mieux adaptés à leur milieu grâce à l’héritage de la plasticité donné par leurs parents.

## Coûts et limites de la plasticité
La plasticité phénotypique s’accompagne de coûts et de limites, cela explique que tous les individus ne soient pas plastiques. Les coûts à la plasticité engendrent une baisse de fitness chez l’individu plastique par rapport à un organisme fixe dans un environnement précis. Ainsi, une plasticité optimale est difficilement atteignale. Les limites représentent le fait que la plasticité maximale ne soit pas atteinte.

### Coûts de la plasticité
Il existe cinq types de coûts :
- coûts de maintenance,
- coûts de production,
- coûts d’information et d’acquisition des données environnementales,
- coûts développementaux
- coûts génétiques (par lien entre les gènes, pléiotropie et épistasie)[10],[11].

Pour produire de la plasticité il faut une capacité à capter les facteurs environnementaux pendant le développement de l’organisme, il est donc nécessaire d'être équipé de capteurs sensitifs et de structures de transmission. Il y a ainsi des coûts énergétiques de maintenance associés à cette machinerie. Il peut également y avoir des coûts de production. Ils ne sont applicables que si les coûts à exprimer un phénotype par plasticité sont plus élevés que pour la production d’un phénotype dit "fixe". Les coûts développementaux ou d’instabilité sont dus à l’imperfection du phénotype exprimé dans un environnement donné. Enfin, il existe des coûts génétiques à la plasticité puisque celle-ci demande une plus grande variabilité génétique et donc un coût énergétique de maintenance de cette machinerie génétique.
Il semble y avoir une corrélation positive entre le degré de plasticité d’un organisme et son niveau d’instabilité développementale. L’instabilité développementale correspond à l’incapacité à produire un phénotype sous certaines conditions environnementales. Chevin et Hoffmann (2017) pensent qu’il s’agit d’un coût indirect car un développement moins stable produit des phénotypes plus variables.
Par ailleurs, on estime souvent que les coûts sont plus faibles pour les organismes de petite complexité. Ces coûts sont souvent confondus avec les coûts de production des phénotypes dans les études.

### Limites
Dans le cas où les populations sont distribuées le long d’un gradient environnemental sans changements brusques et que les populations sont génétiquement proches, les individus auront tendance à produire les mêmes phénotypes. L’expression de la plasticité sera donc restreinte, même dans des environnements qui ne sont pas strictement semblables car la pression de sélection n’est pas assez forte. Les limites représentent généralement un manque d’adéquation entre le phénotype et l’environnement : elles peuvent correspondre à un temps de réponse à l’environnement relativement long, une limite dans les gammes d’expression des phénotypes (norme de réaction) ou des phénomènes d’épiphénotypes (soit des phénotypes induits par des phénomènes épigénétiques, qui sont parfois moins avantageux que ceux produits par déterminisme génétique). Les limites peuvent donc être internes ou externes à l'organisme.
Quand les limites de la plasticité sont atteintes, la survie des organismes dépend de l’évolution uniquement. Les limites sont les conditions environnementales au-delà desquelles la plasticité ne permet pas de survivre, c’est-à-dire où le phénotype fixe sera plus performant que le plastique,. Ces limites seront atteintes d’autant plus rapidement que la variation génétique est limitée et que le taux de mutation est bas.
On remarque également que les individus les plus spécialisés sont aussi ceux qui montrent une plasticité plus faible. Ils sont donc très performants dans leur environnement mais très peu capables d’acclimatation.

## Les mécanismes
Une partie des mécanismes permettant la plasticité chez les végétaux restent inconnus.
Il est cependant établi que les plantes disposent de certains moyens de percevoir leur environnement (stimuli environnementaux). 

La transduction de signaux abiotiques est un atout évolutif que les plantes ont développé (au lieu de développer le mouvement comme l'a fait la grande majorité des animaux). Elles peuvent par exemple détecter des gradients dans la lumière et dans les nutriments biodisponibles dans le sol ou l'eau (comme le nitrate). 
Tout commence par les récepteurs qui reçoivent l’information externe. Certains récepteurs comme les kinases sont dans la membrane et sont permanent, mais d’autres complexes de protéines sont plus flexibles et éphémères et peuvent être synthétisés directement après une signalisation positive. La détection d'un ligand particulier induit la production de protéines de signalements. Différentes chaines de réaction existent pour différentes réponses. Les gènes réactifs aux stress sont ceux qui, en réponse à la chaine de réaction induite par un stress, vont effectuer des modifications morphologiques et/ou physiologiques de l’individu. 

Il existe deux types d’ADN répondant au stress. Le premier code directement des éléments procurant une résistance à ce stress particulier (ex : protéines antigel contre le gel, ou des protéines régulant l’osmolarité (équilibre entre la quantité d’eau et la quantité de micronutriments). Le deuxième type joue un rôle important dans la régulation d’expression de gênes et des signaux de transduction. En 2007, plus d’une centaine de ces différentes voies de détections de divers stress ont été identifiées par la communauté scientifique.
Le Cambium vasculaire bifacial est l'un des progrès évolutif qui ont permis aux arbres de croître en hauteur (en atteignant plusieurs dizaines de mètres souvent).
Beaucoup est encore à découvrir sur la plasticité chez les plantes. La Recherche s'y emploie.

## Plasticité chez les animaux
Le phénomène de plasticité chez les animaux est similaire à la plasticité chez les plantes. Dans un écosystème imprévisible, les interactions entre les individus (compétition, prédation) et avec l’environnement sont très variables dans le temps et dans l’espace. Pour s’adapter à ces changements fréquents, les individus vont souvent avoir une réponse plastique phénotypique qui diffère selon l’interaction dans laquelle il se trouve, dans le but d’améliorer leur chance de survie,.

### La plasticité chez la grenouille
En général, lors du développement de la grenouille, les stades qui risquent le plus de se faire prédater sont les stades embryonnaires et larvaires, donc il y a une plus grande pression de sélection sur ces deux stades. Pour cette raison, la présence de prédateurs peut-être un facteur important dans la réponse phénotypique, ce qui nous amène à la question suivante : est-ce que la réponse plastique d’une proie peut être régulée par la présence ou l’absence d’un prédateur, ?

#### Plasticité en fonction du type de prédateur
En effet, chez les embryons ou les larves de grenouilles, le temps d’éclosion et la morphologie changent en fonction de leurs environnements. Le moment de l’éclosion est important et peut être décisif entre la survie ou la mort d’un individu. Par exemple, si un œuf est en présence d’un prédateur qui se nourrit d’œuf, il a intérêt à éclore rapidement pour pouvoir s’évader. Par contre, si un œuf est en présence d’un prédateur qui se nourrit de la larve, l’embryon a intérêt à rester dans l’œuf le plus longtemps possible pour pouvoir profiter de sa cachette et surtout prendre le plus de réserve pour devenir plus gros et pouvoir mieux se protéger contre le prédateur en prévision de sa sortie de l’œuf.

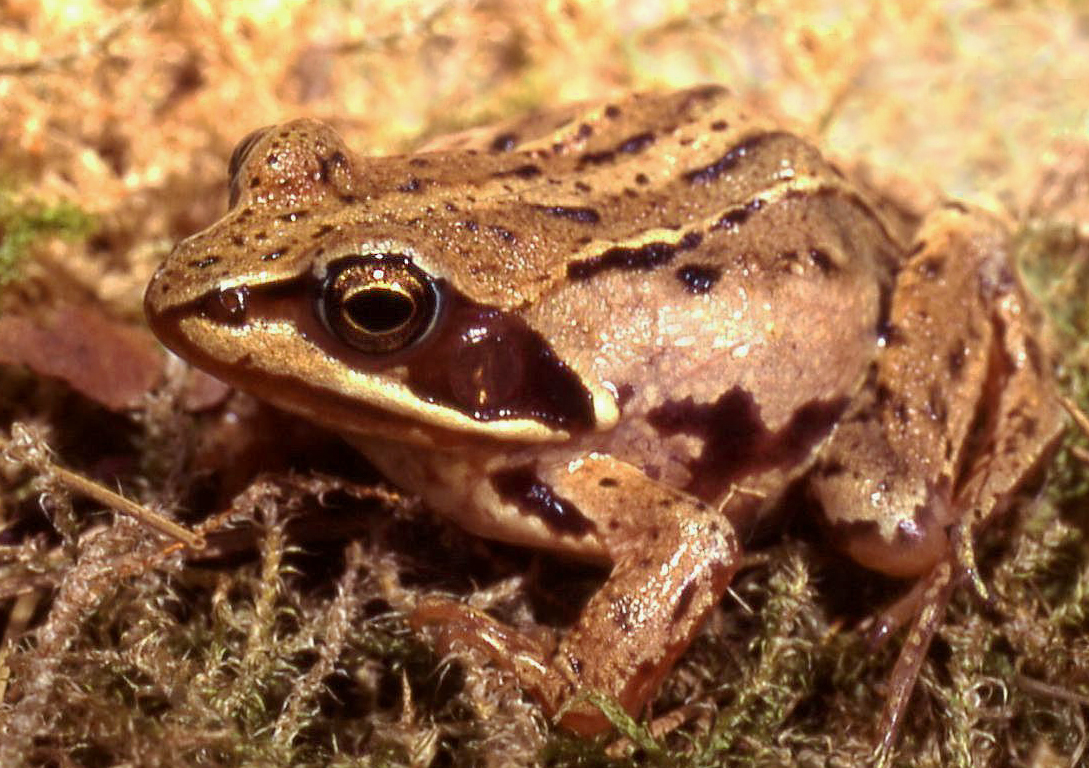
Rana arvalis.

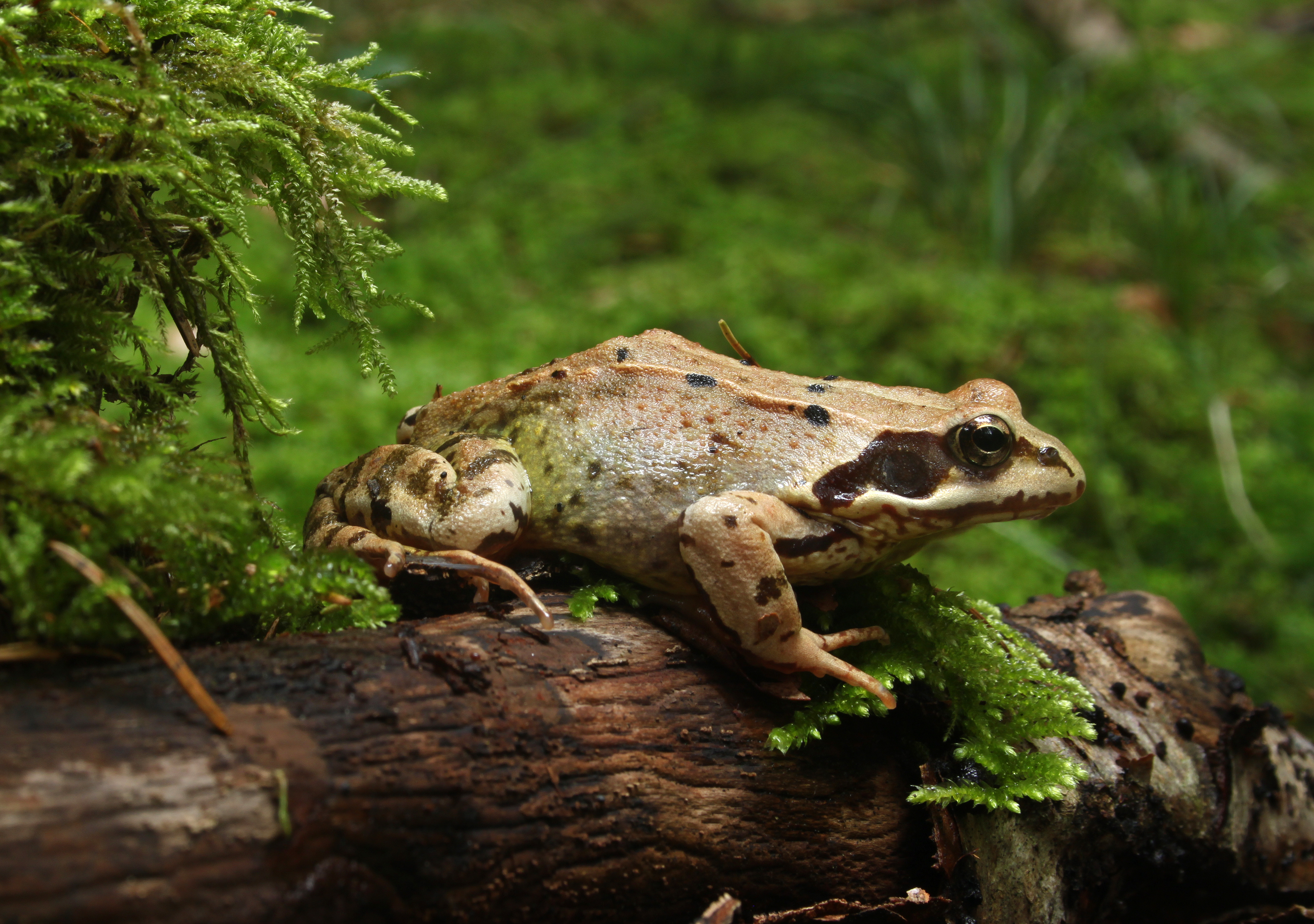
Rana temporaria.

Dans le cas des œufs de deux espèces d'anoures retrouvés en suède, Rana arvalis et Rana temporaria, le comportement d’éclosion change selon le type de prédateur avec lequel ils sont en contact. En présence de prédateurs d’œuf, tel que les sangsues, l’éclosion aura lieu plus tôt. À l’opposé, la présence d’un prédateur larvaire, tel que la larve de libellule ou l’épinoche à 3 épines, va retarder l’éclosion de l’œuf.
Si les œufs des deux espèces de grenouilles sont déposés dans 5 situations différentes, ils n’ont pas la même réponse phénotypique pour chaque situation. La réponse phénotypique est également différente selon l’espèce.
5 traitements différents sont appliqués pour les deux espèces d’anoures Rana arvalis et Rana temporaria : les deux premiers traitements sont des contrôles, soit un traitement vide et un traitement avec un têtard plus gros. Ensuite, le troisième traitement est avec des sangsues adulte (prédateur d’œufs), le quatrième traitement est avec des larves de libellule (prédateur de têtard) et finalement, le cinquième traitement est avec des épinoches à 3 épines (prédateur de têtard).
Dans le cas de R. temporaria, l’éclosion est plus tardive pour les traitements avec les épinoches (prédateur de têtards) et les larves de libellules (prédateur de têtards) et donc plus rapidement pour les traitements de contrôles et avec les sangsues (prédateur d’œufs). Évidemment, les larves des œufs éclos plus rapidement sont morphologiquement plus petites et la longueur de leurs queues est plus courte.
Dans le cas de R.arvalis, il y a une éclosion plus rapide dans les traitements avec prédateurs (sangsues, libellules, épinoche) et plus lents dans les contrôles. La taille des têtards n’est pas différente dépendamment des traitements, par contre, les longueurs de queues sont plus courtes dans les traitements avec les prédateurs et la profondeur du corps diffère. Dans le traitement avec les épinoches, les corps des têtards sont plus profonds. Ainsi, pour R. temporaria, la présence de prédateur de l’œuf induit une éclosion précoce pour augmenter la probabilité de survie. Aussi, la présence de prédateur de la larve induit une éclosion retardée pour permettre à l’embryon d’augmenter son développement et sa grosseur et ainsi augmenter, sa survit après l’éclosion.
Par contre, pour R.arvalis, tous les prédateurs (d’œufs ou de têtards) induisent la même réponse générale, soit une éclosion précoce. Ceci est un bel exemple de variation phénotypique. Deux populations ont le potentiel de présenter des réponses différentes même si les deux espèces sont très semblables. Dans le cas présent, cette tendance peut être expliquée par le fait que R.arvalis est probablement plus sensible à la prédation au stade embryonnaire, puisque les œufs sont pondus de façon dispersée, tandis que R. temporaria ont des œufs qui sont pondus en masse, ce qui les avantage face aux prédateurs. Les œufs de R.arvalis ont donc avantage à avoir une éclosion précoce, peu importe le prédateur avec lequel ils sont en contact.
Pour la plasticité morphologique, les deux espèces ont des queues plus courtes en présence de prédateurs, ce qui suggère que la plasticité morphologique agit au niveau du stade larvaire aussi.

#### La réponse plasticité réciproque
La pression de sélection va influencer certaines proies à développer des phénotypes défensifs pour se protéger des prédateurs avec lequel ils sont en contact, et en réponse, ces prédateurs vont développer un phénotype plus prédateur pour mieux attraper, détecter ou consommer leurs proies, on nomme ces adaptations intimement liées : la coévolution,.
Donc, au niveau de la plasticité, si la proie a une réponse plastique en présence de prédateurs, on peut penser que ce prédateur aura aussi une réponse plastique en présence de cette proie. Donc, est-ce qu’il existe une réponse plastique réciproque ? En d’autres mots : est-ce que le phénotype d’une proie est influencé par phénotype d’un prédateur et vice-versa, ?
Dans le cas des têtards de l’anoure Rana pirica (proie) et de la salamandre Hynobius retardatus (prédateur), le corps des anoures ont tendance à être plus volumineux en présence de la larve de la salamandre pour réduire leurs chances de se faire manger, et en réponse, une forte densité des larves de R.pirica va induire une morphologie des larves de H.retardatus plus prédatrices, c’est-à-dire qu’ils auront une taille de gorge plus grande, pour mieux manger les têtards de différents volumes,.
Le prédateur H.retardatus peut avoir deux phénotypes différents, soit typiques, ou prédateurs. Le phénotype typique (non-prédateurs) de H.retardatus est obtenu avec une alimentation de chironomids et ceci induit une taille de gorge normale. Le phénotype prédateur est obtenu avec la présence de têtards de R.pirica et induit une gorge de taille plus grande comme décrit précédemment.
Si on expose les têtards de R.pirica (proies), soit à un ou l’autre des deux groupes de H.retardatus (typique ou prédateurs), on observe une différence significative entre le volume plus gros du corps des têtards exposé au phénotype de H.retardatus prédateur et le volume plus petit du corps des têtards exposé au phénotype de H.retardatus typique.  Donc, la présence du prédateur H.retardatus de type prédateur induit un phénotype plus gros chez R.pirica. Réciproquement, si R.pirica est présent en grande densité, le phénotype de H.retardatus est plus de type prédateur que typique.
Par conséquent, on est bien dans un cas de plasticité phénotypique réciproque, puisque le phénotype de la proie induit un phénotype du prédateur et vice-versa.
Les mécanismes qui induisent le phénotype défensif de la proie ne sont pas bien connus, toutefois, on pense qu’il y aurait des signaux, principalement par contact direct (attaque persistante des prédateurs), qui serait responsable d’enclencher la réponse de la proie.

## Évolution de la plasticité phénotypique

### Plasticité vs flexibilité
La plasticité phénotypique est souvent confondue avec la flexibilité phénotypique. La plasticité phénotypique est la capacité à exprimer plusieurs phénotypes à partir d’un unique génotype. Le phénotype est choisi au cours du développement embryonnaire : une fois le développement fini, le phénotype exprimé est fixé. La flexibilité phénotypique est quant à elle réversible et permet à l’individu qui la porte, l’expression de différents phénotypes au cours de sa vie. Par exemple, chez le faucon crécerelle, il a été observé que la date de ponte d’une même femelle était de plus en plus retardée avec la baisse de qualité de l’habitat.
Cette confusion provient notamment du fait qu’en anglais, le terme phenotypic plasticity fait à la fois référence à la plasticité phénotypique et à la flexibilité phénotypique. Pour parler uniquement de la plasticité phénotypique, il faut utiliser le terme de developmental plasticity.
Ici, on fera la différence entre un trait plastique, qui est un trait qui présente de la plasticité, et le trait de plasticité qui est le trait qui détermine la plasticité.

### Mesure de la plasticité: les normes de réactions
La plasticité phénotypique peut être mesurée avec le concept de “normes de réaction”. La norme de réaction désigne l’ensemble des phénotypes qu’un même génotype peut produire dans une gamme donnée d’environnements. Cela signifie que si un nouvel environnement apparaît, l’expression d’un, voire plusieurs, nouveaux phénotypes peut être possible et la norme de réaction sera alors modifiée.

### Plasticité adaptative et potentiel évolutif
La plasticité phénotypique dite adaptative tend à maximiser la valeur sélective (ou fitness) et à améliorer la tolérance dans chaque environnement rencontré si la norme de réaction contient le phénotype optimal correspondant à chacun des environnements. Des pressions exercées par l’environnement biotique et abiotique peuvent être à l’origine de l’évolution de la plasticité : celles-ci peuvent la contraindre ou au contraire la favoriser. L’évolution de la plasticité peut être vue comme la résultante des avantages en termes de fitness et des coûts qu’elle génère chez les individus plastiques (cf sous-partie coûts et limites). La plasticité étant déterminée génétiquement (cf sous-partie contrôle génétique de la plasticité), elle peut être soumise aux forces de l’évolution que sont les mutations, la sélection naturelle, la dérive génétique et les flux de gènes (cf Mécanismes à l’origine de l’évolution de la plasticité).
Remarque : la plasticité peut être également non-adaptative, c’est-à-dire qu’elle ne contribue pas à une augmentation de la fitness des individus dans un nouvel environnement. En effet, si les conditions environnementales auxquelles font face les individus sont complètement « nouvelles », alors il est peu probable que la norme de réaction des individus contienne le nouveau phénotype optimal. Ainsi, la plasticité ne confère pas d’avantage adaptatif aux individus plastiques. Mais, d’un point de vue évolutif, le trait plastique présentant cette plasticité non-adaptative serait sous grande pression de sélection directionnelle et la population serait donc sujette à une évolution rapide.

### Contrôle génétique de la plasticité: historique et modèles
La plasticité phénotypique a été considérée comme ayant un potentiel évolutif dès les années 1950, après la mise en évidence de sa détermination génétique,. L’un des premiers modèles expliquant la variation génétique de la plasticité phénotypique est défini comme la résultante de l’interaction du génotype avec les variations environnementales. Le modèle retenu expliquant la détermination génétique de la plasticité et son évolution a été défini par Scheiner et Lyman en 1991: celui-ci présente la plasticité comme ayant sa propre base génétique. L’évolution de la plasticité serait alors indépendante de l’évolution du trait plastique. Ce modèle se rapproche de l’épistasie, concept défini comme l’interaction entre plusieurs groupes de gènes, l’un déterminant la réponse à l’environnement (trait déterminant la plasticité), l’autre la forme (trait présentant de la plasticité).
Schlichting et Pigliucci proposent en 1993 une définition des "gènes de plasticité" comme étant des loci régulateurs exerçant un contrôle dépendant de l’environnement sur l’expression des gènes structurels et produisant ainsi une réponse plastique.

### Mécanismes à l’origine de l’évolution de la plasticité

#### Les mutations
Étant source de variations alléliques, les mutations peuvent contribuer, si celles-ci sont non-neutres, au changement de l’expression d’un trait phénotypique. Les mutations peuvent donc affecter le trait de plasticité en lui-même via les « gènes de plasticité »  et de ce fait, changer la norme de réaction. Par exemple, chez le papillon Bicyclus anynana, la plasticité de la taille et de la couleur des ocelles, dont le phénotype dépend de la température extérieure, varie selon le génotype mutant. Les variants produits peuvent être à l’origine de normes de réactions plus avantageuses dans un environnement donné, celles-ci seront alors sélectionnées. Les mutations peuvent également générer l’effet inverse et contraindre les normes, aboutissant à une contre-sélection des individus qui les portent.

#### La sélection naturelle
La sélection naturelle est un mécanisme qui « filtre » les phénotypes les plus adaptés à l’environnement. Si la plasticité confère aux individus qui la portent un avantage en termes de fitness, alors celle-ci sera sélectionnée et transmise au cours des générations.
Dans des environnements où les conditions varient relativement rapidement (et ne laissent donc pas le temps aux populations de s’adapter/ de fixer génétiquement le trait optimal), c’est la fitness moyenne qui dicte quels individus seront sélectionnés au cours des générations. Les individus plastiques, pouvant exprimer des phénotypes proches de ceux optimaux auront une fitness relative moyenne plus élevée que celle d’individus non plastiques. De ce fait, le trait de plasticité sera sélectionné.
Dans le cas opposé, où l’environnement varie peu, la plasticité peut ne pas conférer d’avantages particuliers et le maintien de cette plasticité peut alors constituer un coût énergétique (cf sous-partie coûts). La fitness relative de l'individu peut alors être abaissée et dans ce cas, la plasticité sera contre-sélectionnée.
Exemple : l'avancement de la date de ponte chez les mésanges charbonnières en réponse aux changements climatiques.
Une étude menée sur une période de 30 ans (1973-2004) sur une population de mésanges charbonnières Parus major vivant dans le Hoge Veluwe, l’un des plus grands parcs nationaux des Pays-Bas, tend à montrer que la sélection s’est intensifiée sur la plasticité des traits associés à la période de reproduction/date de ponte face aux conditions climatiques changeantes. Après le réchauffement progressif des températures printanières dans la région, la période de croissance de leurs proies, les chenilles, a avancé, contrairement à la phénologie des mésanges. En réponse à ces changements, les dates de ponte des mésanges femelles se sont rapprochées du pic de biomasse de chenilles, réponse plastique leur permettant de s’adapter aux ressources présentes dans le milieu. La plasticité est ici favorisée et sélectionnée car elle présente un avantage adaptatif aux individus qui la portent par rapport aux individus au développement fixe.

#### Les flux de gènes
Les flux de gènes correspondent au transfert de matériel génétique entre populations. Ils ont pour conséquence de générer une homogénéisation génétique entre les populations. La plasticité peut être corrélée positivement aux flux de gènes dans le cas où celle-ci présente un avantage adaptatif aux nouveaux environnements colonisés, permettant d’exprimer des phénotypes optimaux à ces environnements. Néanmoins, dans un second temps, après colonisation du nouvel environnement, les populations peuvent s’y adapter par assimilation génétique, permettant aux génotypes d’exprimer des phénotypes appropriés sans avoir besoin d’induction plastique. Ceci génère une diminution de la plasticité,. Si la plasticité adaptative permet l’expression de phénotypes adaptés au nouvel environnement sans modification génétique nécessaire, une plasticité non-adaptative aboutira quant à elle à l’expression de phénotypes inadaptés dans le nouvel environnement, ce qui sera contre-sélectionné.

#### La dérive génétique
La dérive génétique est une force évolutive correspondant à des variations aléatoires de la fréquence allélique ou génotypique, peu importe que les allèles touchés soient neutres, avantageux ou délétères. Cette force est indépendante de la sélection naturelle, pouvant donc mener à la fixation d’un allèle désavantageux pour la population et mener à son déclin. Cet effet est d’autant plus important dans les petites populations, ce qui menace leur maintien par homogénéisation génétique. La colonisation d’un nouveau milieu par une petite portion d’individus d’une grande population peut entraîner une dérive importante qui différencie génétiquement la population fondatrice de la population initiale.
Ce mécanisme évolutif peut donc entraîner, par l’effet du hasard, la perte d’allèles impliqués dans la mise en place de la plasticité phénotypique ou d’allèles exprimés dans certains environnements sous l'effet de la plasticité. La perte de diversité génétique est une contrainte à l’évolution de la plasticité.